# Danijel Pranjić
Danijel Pranjic (nascut el 2 de desembre de 1981) és un jugador professional de futbol croat. És un jugador esquerrà versàtil, que tant pot jugar a tota la banda esquerra com al migcamp central.